# Geodia nigra (Lendenfeld, 1888)
Geodia nigra är en svampdjursart som beskrevs av Lendenfeld 1888. Geodia nigra ingår i släktet Geodia och familjen Geodiidae.
Artens utbredningsområde är havet kring Australien. Inga underarter finns listade i Catalogue of Life.